# Chavot-Courcourt
Chavot-Courcourt és un municipi francès, situat al departament del Marne i a la regió del Gran Est. L'any 2007 tenia 379 habitants.

## Demografia

### Població
El 2007 la població de fet de Chavot-Courcourt era de 379 persones. Hi havia 152 famílies, de les quals 28 eren unipersonals (4 homes vivint sols i 24 dones vivint soles), 52 parelles sense fills, 60 parelles amb fills i 12 famílies monoparentals amb fills.
La població ha evolucionat segons el següent gràfic:
Habitants censats

### Habitatges
El 2007 hi havia 169 habitatges, 151 eren l'habitatge principal de la família, 6 eren segones residències i 12 estaven desocupats. Tots els 167 habitatges eren cases. Dels 151 habitatges principals, 136 estaven ocupats pels seus propietaris, 14 estaven llogats i ocupats pels llogaters i 1 estava cedit a títol gratuït; 9 tenien tres cambres, 18 en tenien quatre i 124 en tenien cinc o més. 144 habitatges disposaven pel capbaix d'una plaça de pàrquing. A 52 habitatges hi havia un automòbil i a 94 n'hi havia dos o més.

### Piràmide de població
La piràmide de població per edats i sexe el 2009 era:
| Homes | Edats   | Dones |
| ----- | ------- | ----- |
| 0     | 95 o +  | 0     |
| 0     | 90 a 94 | 0     |
| 4     | 85 a 89 | 8     |
| 0     | 80 a 84 | 0     |
| 0     | 75 a 79 | 4     |
| 8     | 70 a 74 | 12    |
| 4     | 65 a 69 | 8     |
| 12    | 60 a 64 | 12    |
| 12    | 55 a 59 | 12    |
| 16    | 50 a 54 | 16    |
| 8     | 45 a 49 | 20    |
| 12    | 40 a 44 | 8     |
| 20    | 35 a 39 | 20    |
| 12    | 30 a 34 | 16    |
| 8     | 25 a 29 | 8     |
| 4     | 20 a 24 | 4     |
| 16    | 15 a 19 | 0     |
| 8     | 10 a 14 | 8     |
| 20    | 5 a 9   | 12    |
| 8     | 0 a 4   | 20    |

## Economia
El 2007 la població en edat de treballar era de 245 persones, 181 eren actives i 64 eren inactives. De les 181 persones actives 173 estaven ocupades (89 homes i 84 dones) i 8 estaven aturades (6 homes i 2 dones). De les 64 persones inactives 26 estaven jubilades, 21 estaven estudiant i 17 estaven classificades com a «altres inactius».

### Ingressos
El 2009 a Chavot-Courcourt hi havia 154 unitats fiscals que integraven 379 persones, la mediana anual d'ingressos fiscals per persona era de 28.324 €.

### Activitats econòmiques
Dels 24 establiments que hi havia el 2007, 3 eren d'empreses alimentàries, 4 d'empreses de construcció, 6 d'empreses de comerç i reparació d'automòbils, 1 d'una empresa de transport, 3 d'empreses d'hostatgeria i restauració, 1 d'una empresa d'informació i comunicació, 1 d'una empresa immobiliària, 1 d'una empresa de serveis, 2 d'entitats de l'administració pública i 2 d'empreses classificades com a «altres activitats de serveis».
Dels 5 establiments de servei als particulars que hi havia el 2009, 2 eren lampisteries, 1 restaurant i 2 salons de bellesa.
L'únic establiment comercial que hi havia el 2009 era una botiga d'equipament de la llar.
L'any 2000 a Chavot-Courcourt hi havia 73 explotacions agrícoles que ocupaven un total de 126 hectàrees.

## Poblacions més properes
El següent diagrama mostra les poblacions més properes.